# 사용대차
사용대차(使用貸借)는 당사자의 일방(貸主)이 상대방(借主)에게 무상으로 사용·수익하게 하기 위하여 목적물을 인도할 것을 약정하고 상대방은 이를 사용·수익한 후 그 물건을 반환할 것을 약정함으로써 성립하는 계약이다(609조). 사용대차 계약은 무상계약, 편무계약, 낙성계약, 계속적 계약에 속한다. 대한민국의 구 민법에서는 낙성계약이 아닌, 요물계약이었다. 사용대차는 빌린 물건 그 자체를 반환한다는 점에서 소비대차와 다르고 임대차와 같으며, 사용·수익의 대가를 지급하지 않는 점에서 임대차와 다르다. 사용대차는 무상으로 동산·부동산으로부터 금전이나 유가증권까지 목적으로 할 수 있으므로 친근하고 특수한 관계에 있는 자 사이에서만 많이 성립하게 되어 이 점에서 법률관계로서의 문제는 적다. 사용대차는 낙성계약이므로 대주는 목적물을 차주에게 인도할 의무가 있다. 또한 그 뒤에도 대주는 차주에게 목적물의 사용·수익을 허용하여야 할 의무가 있다. 그러나 임대인과 같이 목적물을 수선하여 이용에 적합하도록 해줄 적극적인 의무는 없다. 또 무상이기 때문에 대주의 담보책임은 증여자와 같이 가볍다(612조). 차주는 물건을 사용·수익하고 사용대차의 종료 후에는 원상으로 회복하여 목적물을 반환하여야 한다(615조).